# Gert Beckman
Gert Edvard Beckman, född 9 juni 1898 i Adolf Fredriks församling i Stockholms stad, död 18 augusti 1961 i Solna församling i Stockholms län, var en svensk militär.
Beckman tog officersexamen vid Kungliga Krigsskolan 1918 och utnämndes samma år till fänrik. Han studerade vid Artilleri- och ingenjörhögskolan 1920–1921, befordrades till löjtnant 1921 och tjänstgjorde i Generalstaben 1925–1930. Han studerade vid Kungliga Krigshögskolan 1932–1934 och befordrades 1933 till kapten vid Wendes artilleriregemente. Åren 1937–1940 var han försvarsassistent vid Statens Järnvägar, varefter han 1940 befordrades till major vid Norrlands artilleriregemente. Han var lärare vid Luftvärnsskjutskolan 1946–1948, befordrades till överstelöjtnant 1947 och tjänstgjorde vid Östgöta luftvärnsregemente 1948–1951. År 1951 befordrades han till överste och var därefter chef för Sundsvalls luftvärnskår 1951–1958. Beckman är begravd på Solna kyrkogård.